# Randall Howard
Randall Howard is een Zuid-Afrikaans syndicalist en bestuurder.

## Levensloop
Howard werkte voor verschillende bedrijven alvorens hij in 1986 aan de slag ging bij South African Container Depots (SACD), alwaar hij zijn syndicale carrière aanvatte als 'shop steward' voor de Transport and General Workers Union (TGWU). Nadat hij werd ontslagen bij SACD ging hij aan de slag bij deze vakcentrale, waar hij achtereenvolgens secretaris, adjunct-algemeen secretaris en vanaf 1994 algemeen secretaris was. Onder zijn bestuur fuseerde deze vakcentrale in 2000 met de South African Railways and Harbour Workers' Union (SARHWU) tot de South African Transport and Allied Workers Union (SATAWU), waarvan hij de eerste algemeen secretaris werd. In oktober 2009 nam hij ontslag en werd hij in deze hoedanigheid opgevolgd door Zenzo Mahlangu.
Daarnaast werd hij tijdens het 41ste congres van de International Transport Workers' Federation (ITF) te Durban in augustus 2006 verkozen als opvolger van voorzitter Umraomal Purohit, een functie die hij uitoefende tot 2010. Hij werd in deze hoedanigheid opgevolgd door Paddy Crumlin.
Vervolgens ging Howard aan de slag als arbeidsadviseur bij het Zuid-Afrikaans ministerie van openbare diensten en administratie. Deze functie oefende hij uit tot 2011, vervolgens ging hij aan de slag bij de Cooperative Governance and Traditional Affairs (CoGTA). Van deze organisatie werd hij in oktober 2012 adjunct-directeur generaal.